# Oliveto Lucano
Oliveto Lucano es un municipio situado en el territorio de la provincia de Matera, en Basilicata (Italia).

## Demografía
| Gráfica de evolución demográfica de Oliveto Lucano entre 1861 y 2001 |
|                                                                      |
| fuente ISTAT - elaboración gráfica a cargo de Wikipedia              |